# Arroyo Caracol, Oaxaca
Arroyo Caracol är en ort i Mexiko.   Den ligger i kommunen San Miguel Soyaltepec och delstaten Oaxaca, i den sydöstra delen av landet, 300 km öster om huvudstaden Mexico City. Arroyo Caracol ligger 97 meter över havet och antalet invånare är 247.
Terrängen runt Arroyo Caracol är huvudsakligen kuperad, men västerut är den platt. Runt Arroyo Caracol är det ganska tätbefolkat, med 100 invånare per kvadratkilometer. Närmaste större samhälle är Isla Soyaltepec, 10,9 km söder om Arroyo Caracol. 